# Microlophus occipitalis
Microlophus occipitalis är en ödleart som beskrevs av  Peters 1871. Microlophus occipitalis ingår i släktet Microlophus och familjen Tropiduridae. Inga underarter finns listade i Catalogue of Life.